# Rings of Saturn
Rings of Saturn — американская дэткор-группа из Калифорнии. Была образована в 2009 году, когда участники группы ещё были школьниками, и первоначально была студийным проектом, однако, после обрела широкую популярность и подписала контракт с Unique Leader Records. Музыка Rings of Saturn располагает сугубо технический стиль, в значительной степени под влиянием темы инопланетной жизни и космического пространства. Они выпустили шесть полноформатных альбомов, и с их третьим альбомом Lugal Ki En, выпущенным в 2014 году, достигли 126 позиции в американском чарте Billboard 200.

## История
Группа записала дебютный альбом под названием Embryonic Anomaly в студии Mayhemenness в Сакраменто. Музыканты самостоятельно выпустили альбом 25 мая 2010 года. За четыре месяца после релиза Embryonic Anomaly группа подписала контракт с лейблом Unique Leader Records. Вскоре после этого к коллективу присоединился в качестве второго гитариста Джоэль Оманс, и участники группы закончили школу, так что у них появилась возможность ездить в турне.
Rings of Saturn, участниками которой на тот момент были только Лукас Манн и Джоэль Оманс, гастролировала с разными людьми до формирования их нынешнего состава, в который был добавлен Ян Бирер и Ян Бейкер, вокал и барабаны соответственно. Этим составом группа записала свой второй альбом,  Dingir .
1 июля 2014 года группа выпустила обложку и трек-лист для своего нового альбома Lugal Ki En, который был выпущен 14 октября 2014 года, и так же выпустили свой первый клип на «Senseless Massacre». 9 декабря 2014 года Джоэль Оманс объявил о своем уходе из группы. Две недели спустя, 26 декабря, Майлс Димитри Бэйкер вступил в группу в качестве нового второго гитариста.

## Стиль
Rings of Saturn играют своеобразный экстремальный метал, определяемый как дэткор. Вид дэткора, эксплуатируемый группой в их творчестве, подвергся значительному влиянию техникал-дэт-метала, и характерен высокой техничностью игры на гитаре, но в то же время с наличием гармонии в музыке, быстрыми темпами, элементами эмбиента. В лирике присутствуют мотивы инопланетного вторжения и внеземной жизни. Группа в шутку определяет свой стиль как «элиенкор» («aliencore»).

## Участники группы
| Нынешний состав - Лукас Манн — соло-гитара, бас-гитара, клавишные, программирование (2009-настоящее время) - Джоэль Оманс — ритм-гитара (2010–2014, 2018-настоящее время) - Ян Бирер — вокал (2012-настоящее время) | Бывшие участники - Питер Полак — вокал (2009—2011) - Брент Силетто — ударные (2009—2011) - Крис Уэллс — клавишные, синтезатор, программирование (2010—2011) - Джоэль Оманс — гитара (2010—2014) - Рон Кейси — ударные (2011—2012) - Шон Мартинес — бас-гитара (2012—2013) - Ян Бейкер — ударные (2012—2013) - Джесси Белер — ударные (2013) - Майлз Димитрий Бейкер — ритм-гитара (2015—2018) - Аарон Стечаунер — ударные, перкуссия (2014—2018) |

## Дискография
Студийные альбомы
- Embryonic Anomaly (2010)
- Dingir (2012)
- Lugal Ki En (2014)
- Ultu Ulla (2017)
- Gidim (2019)
- Rings of Saturn (2022)